# دافيد فاس
دافيد فاس (بالإسبانية: David Fas)‏ (16 أغسطس 1980 ببلنسية في إسبانيا - ) هو لاعب كرة قدم إسباني في مركز جناح ‏. لعب مع نادي سالامانكا ونادي سبتة ونادي نوفيلدا ونادي الزيرا ‏ وHuracán Valencia CF ‏ وAtlético Saguntino ‏ وAtlético Levante UD ‏ ونادي أوندا وUniversidad de Las Palmas CF ‏ ونادي إلدنس وUD Almansa ‏.

## روابط خارجية
- دافيد فاس على موقع قاعدة بيانات كرة القدم.إي يو (الإنجليزية)
- دافيد فاس على موقع Soccerway.com (الإنجليزية)